# Outerbridge Peppers
Outerbridge Peppers là một công ty thực phẩm có trụ sở tại Bermuda với các sản phẩm bao gồm nhiều loại nước sốt và gia vị. Sản phẩm chủ lực là sốt ớt sherry nguyên bản Outerbridge, một loại gia vị truyền thống trong món xúp cá Bermuda. Nó là một trong số ít hàng xuất khẩu của Bermuda.

## Thành phần
Outerbridge's Original chủ yếu sử dụng rượu Sherry Tây Ban Nha và ớt Pimiento từ Hoa Kỳ, cũng như 17 loại thảo mộc và gia vị như hương thảo, cỏ xạ hương và tỏi. Nước sốt thành phẩm xếp hạng thấp trên thang Scoville với 146 SHU, mặc dù có các dạng cay hơn.

## Lịch sử
Thói quen thêm ớt vào rượu sherry có từ những năm 1600. Outerbridge Peppers được thành lập vào năm 1964 bởi hai anh em Yeaton và Robbert Outerbridge. The Original hình thành nền tảng của một dòng sản phẩm mở rộng trong những năm sau đó, bao gồm hỗn hợp Bloody Mary, mù tạt và các loại khác. Yeaton Outerbridge đã thoái vốn tại công ty vào năm 2004.

## Sử dụng
Ớt sherry là một loại gia vị chính dùng với món xúp cá Bermuda. Nó cũng sử dụng với món súp rùa ở New Orleans.